# テントモン
テントモンはデジタルモンスターシリーズに登場する架空の生命体・デジタルモンスターの一種。

## 概要
デジモンペンデュラム1ネイチャースピリッツから登場。

## 種族としてのテントモン
ナナホシテントウの姿をした昆虫型デジモン。基本的に闘争本能のままに行動する他の昆虫型デジモンと違い自然を愛する心を持っており、のんびり屋である。デジモンワールドの物知り博士とも呼ばれることがある。

### 基本データ
- 世代/成長期
- タイプ/昆虫型
- 属性/ワクチン
- 必殺技/プチサンダー
- 得意技/トワイスアーム、ローリングガード
- 勢力/ネイチャースピリッツ

必殺技
プチサンダー
羽をこすり合わせて起こした静電気を飛ばす。

### ウイルス種
カードゲームSt-869などに登場。ただし設定のみの変更であり配色や必殺技などに変化は無く、性格ものんびり屋のまま。

### 亜種・関連種・その他
- カブテリモン
- アトラーカブテリモン
- ヘラクルカブテリモン

## 登場人物としてのテントモン

### デジモンアドベンチャー
泉光子郎のパートナーデジモン。声優は櫻井孝宏。関西弁で喋り一人称は「ワテ」。知識の紋章を持つ者のパートナーであるからか物知りだが、割と表面的なことしか知らないこともあり、物事を深く考えるようなことは基本的にしない。相手を「はん」付けで呼ぶ。また、デジモンクロスウォーズ 時を駆ける少年ハンターたちにも登場し、声も櫻井孝宏が当時と同じく演じているが、櫻井が別の役でレギュラーで演じているため、ノンクレジットである。
- バブモン⇔モチモン⇔テントモン⇔カブテリモン⇔アトラーカブテリモン

（またWSのゲームではヘラクルカブテリモンに進化するが、舞台がパラレルワールドとして位置づけられているため元の「テントモン」がこの進化能力を持っているかどうかは不明。PSP版でもヘラクルカブテリモンに進化する）

### デジモンリアライズ
ゲーム内に登場。声優は櫻井孝宏。